# Jean-Michel Aulas
Pour la commune française du Gard, voir Aulas.
Jean-Michel Aulas, né le 22 mars 1949 à L'Arbresle (Rhône), est un homme d'affaires et dirigeant sportif français.
Fondateur de la société Cegid, il est président de l'Olympique lyonnais du 15 juin 1987 au 5 mai 2023 et président-directeur général de l'OL Groupe du 1er février 1999 au 5 mai 2023, puis président d'honneur depuis cette date.
En 2021, il est classé par le magazine France Football meilleur président de l'histoire du football français,.
En 2023, il est élu vice-président de la Fédération française de football.
Sa fortune personnelle était estimée à 450 millions d'euros en 2023.

## Biographie

### Jeunesse et formation
Son père était professeur de lettres au CES Les Quatre Vents à L'Arbresle, et chroniqueur au quotidien Lyon Matin, chef de la rédaction de Villefranche-sur-Saône, sa mère professeur de mathématiques au sein du même établissement scolaire.
Jean-Michel Aulas étudie l'informatique (BTS au lycée La Martinière de Lyon) puis la gestion (licence d'économie). Délégué du syndicat étudiant UNEF en 1968, il prend alors part aux événements de Mai 68. 
À partir de 1968, il est aussi joueur de handball à l'ASCEM Lyon (sous la houlette d'Ange Padovani) en Nationale 1 (D1) puis en Nationale 2 (D2) et au HBC Villefranche dans l'élite. Ensuite, il a repris le club de l'Arbresle qui a évolué en N2 pendant quatre ans. Ainsi, au total, il a baigné dans le handball pendant près de 10 ans. 
Marié au cours des années 1980, père en 1986, puis divorcé en 1993, son fils Alexandre rejoint en 2011 sa holding ICMI après des expériences en banque d'affaires chez Rothschild & Co et en capital-investissement chez Apax Partners.

### Entrepreneuriat
Le jeune Jean-Michel Aulas demande l'émancipation à ses parents pour cocréer, à 19 ans (la majorité est alors à 21 ans), le Cegi (Centre d'études et de gestion par l'informatique), qu'il revend deux ans plus tard à la Cegos.
Au sein de Sligos (issue de la fusion de la Cegos avec la SLIGA), il innove en créant et animant un réseau de prescripteurs de premier plan à l'époque : les cabinets d'experts comptables.
En 1983, il démissionne pour fonder, avec Jean-Claude Sansoe, Cegid (Compagnie européenne de gestion par l'informatique décentralisée), entreprise spécialisée dans les progiciels de gestion et de comptabilité. Il met très rapidement sur le marché un catalogue de logiciels de gestion conforme au nouveau plan comptable. Il récupère tout aussi rapidement une bonne partie de son réseau d'experts comptables.
En octobre 2007, Jean-Michel Aulas cède Cegid à la société Groupama, tout en en conservant la présidence pour au moins quatre ans. En 2014, la presse annonce que Groupama a franchi la barre des 25 % des droits de vote de Cegid.

### Olympique lyonnais
La deuxième passion de Jean-Michel Aulas, le football, vient plus tard, en 1987, un peu par hasard. Aulas, invité régulier de l'émission Ambitions sur TF1 présentée par Bernard Tapie, participe un soir de 1987 à une fête organisée après la diffusion du programme. Un journaliste du Progrès est présent et demande à Bernard Tapie qui, selon lui, pourrait sortir l'Olympique lyonnais des bas fonds de la Division 2. La réponse est toute trouvée et fait la une de la presse lyonnaise la semaine suivante : « Aulas président de l'OL ».
Jean-Michel Aulas accepte « pour rendre service ». Le 15 juin 1987, le conseil d'administration de l'OL le nomme président d'un club criblé de dettes, qui a frôlé la relégation en division inférieure. Une quinzaine d'années plus tard, l'Olympique lyonnais entame sa série historique de titres de champion de France de Ligue 1.
Entre-temps, Jean-Michel Aulas s'est attaché à assainir les finances du club, puis à favoriser son développement sportif en diversifiant ses sources de revenus. Sous son impulsion, l'Olympique lyonnais devient dans les années 2000 la référence du football français pour la qualité de sa gestion, qui l'ont fait passer d'un statut de PME à celui de holding coté en Bourse, et baptisé OL Groupe. Ses détracteurs lui reprochent une vision du « football-business » où la marque du club est accolée à des activités sans rapport avec le sport ; ses partisans louent un bilan particulièrement flatteur, que selon eux essaient de copier sans succès d'autres dirigeants du football français.
Le 16 mai 2007, Aulas est élu à la tête du G14, association qui regroupe 18 des clubs européens de football les plus influents, et controversée pour son opposition à l'UEFA. Dans son premier discours après son élection, il déclare vouloir élargir le G14 aux 40 plus grands clubs européens. Depuis, le G14 s'est dissous.
En octobre 2007, il est élu président d'une nouvelle association baptisée FAP (Football Avenir Professionnel), visant à défendre les intérêts de certains clubs de Ligue 1. L'association est vivement critiquée pour son caractère élitiste par les autres clubs de Ligue 1, qui n'en font pas partie.
Au mois d'avril 2009, Jean-Michel Aulas est élu « Prix de la personnalité du sport business de la décennie 1998-2008 », prix organisé à l'initiative des sociétés publicitaires, marketing et de médias dédiées aux acteurs du sport TNS Sport et de NZ consulting afin de « récompenser une stratégie entrepreneuriale gagnante sur une décennie ». 
En septembre 2010, il est réélu parmi les onze membres du conseil d'administration de l'ECA. Aulas sera à la tête du groupe de travail sur le « Fair play financier », représentant de l'ECA dans les réunions sur le dialogue social auprès de l'Union Européenne et représentant auprès de la FIFA dans le forum des clubs pour les compétitions mondiales.
En juin 2021, il est nommé à la place de Noël Le Graët au conseil d'administration de la Ligue de football professionnel comme membre désigné par le comité exécutif de la Fédération française de football.
En 2022, le club est revendu à la holding Eagle Football de l’homme d’affaires américain John Textor, et Jean-Michel Aulas conserve son poste de président. Les nouveaux propriétaires américains d’Eagle annoncent son départ précipité le 8 mai 2023, lui reprochant une politique sportive désuète et des résultats médiocres. Au terme de 36 ans à la tête du club, la décision est finalement prise 3 ans avant la date prévue au moment du rachat du club, et le départ est assorti d'une indemnité de 10 millions d’euros. Néanmoins le 13 mai 2023, 5 jours après son éviction, Jean-Michel Aulas est présent à la finale de la Coupe de France féminine qui oppose l’OL au PSG et annonce se retirer sur un dernier titre après la victoire des lyonnaises. Il est présent au Groupama stadium pour le dernier match à domicile de l'Olympique lyonnais pour la saison 2022/2023, qui sera aussi un de ses derniers matchs. Durant ce match opposant l'OL au Stade de Reims (3-0 score final), il est ovationné par le public lyonnais et un hommage lui est rendu à la fin du match (avec un tour d'honneur, un feu d'artifice et une haie d'honneur avec d'anciens joueurs de l'OL).
En août 2023, Jean-Michel Aulas porte plainte pour diffamation contre John Textoret saisit le tribunal de commerce de Lyon afin d'obtenir le gel de 14,5 millions d'euros sur les comptes de l'OL et le nantissement des titres détenus par John Textor. Les 14,5 millions d'euros correspondent au montant du rachat de 4.826.540 actions appartenant à la holding de la famille Aulas au prix de 3 euros par action. Le 11 décembre 2023, l'OL groupe conclut un accord avec Jean-Michel Aulas pour le rachat des 4.826.540 actions avant le 16 janvier 2024 contre la fin des procédures judiciaires.

## Le football selon Aulas
Dès son arrivée à la tête de l'OL, Jean-Michel Aulas présente un plan très ambitieux : amener Lyon en Coupe d'Europe en trois années. « C'était plus un concept marketing qu'un plan stratégique », reconnaît plus tard Aulas. Mais après un mauvais départ, l'OL retrouve la division 1 et, comme annoncé, se qualifie deux ans plus tard, en 1991, pour la Coupe d'Europe.
Suivent les années d'apprentissage et de structuration du club : pour Aulas, un club de foot est une entreprise comme les autres. Il transforme donc l'antique association olympique en une SAOS (Société anonyme à objet sportif), forme une holding (OL Groupe) et crée plusieurs filiales exploitant la marque OL. Il parle ainsi de « business plan » et de « merchandising », choses nouvelles à l'époque.
En 1999, il fait entrer, contre 16 millions d'euros, Jérôme Seydoux (président de Pathé) dans le capital d'OL Groupe. En 2006, Jean-Michel Aulas obtient après un intense lobbying auprès de Jean-François Lamour, ministre de la Jeunesse et des Sports mais aussi bien aidé par la Commission européenne[réf. souhaitée] qui l'avait demandé au gouvernement français en décembre 2005, la levée de l'interdiction faite aux clubs sportifs d'entrer en bourse dans le but de réunir les fonds nécessaires à la construction d'un nouveau stade pour l'OL, d'une capacité de 60 000 places. Ce projet de nouveau stade, le stade des Lumières, très controversé et objet de fortes oppositions de la part de certains conseils municipaux, associations et citoyens, se concrétise début 2016, avec un retard important dans le calendrier.
Sur le plan sportif, l'équipe fanion peine à obtenir au niveau continental la même réussite que sur la scène nationale, mais reste au sommet de la Ligue 1 pendant 7 ans de suite.
En 2004, Jean-Michel Aulas crée une section féminine de football à l'OL. Cette équipe obtient rapidement un palmarès important, aussi bien au niveau national (14 titres successifs de champion de France, 9 Coupes de France) qu'au niveau européen (9 finales de Ligue des champions pour 7 titres) ; les joueuses lyonnaises constituent l'ossature de l'équipe de France qui accède aux demi-finales de la Coupe du monde en 2011.

## Polémiques
Jean-Michel Aulas, comme président de l'Olympique Lyonnais, est régulièrement accusé par les autres dirigeants de clubs de Ligue 1 et les médias d'exercer un « lobby aulassien » sur le corps arbitral, statistiques à l'appui. Ses diatribes sur Twitter pour contester des décisions de l'homme en noir exaspèrent,. Ces critiques contre l'arbitrage sont à plusieurs reprises sanctionnées de suspensions de matchs ferme de terrain, de vestiaire d'arbitres et de toutes fonctions officielles par le Conseil national de l'éthique de la Fédération française de football,.
Inscrit sur Twitter depuis septembre 2011, Jean-Michel Aulas n'hésite pas, à l'aide de « petites phrases teintées d'arrogance et de mauvaise foi », à railler les arbitres, mais aussi ses adversaires, les haters et les consultants football.
Jean-Michel Aulas rappelle que ses interventions sur Twitter font partie de sa stratégie de communication de chef d'entreprise, qu'elles doivent être prises au second degré et que « ça permet d'avoir des mesures très concrètes de l'adhésion des gens, de ce qu'ils aiment et de ce qu'ils aiment moins. Ça permet de se remettre en cause et de participer à une bonne information ».
Jean Michel Aulas est accusé d'avoir menacé l'arbitre Ruddy Buquet dans le cadre d'un match opposant, à Lyon, l'Olympique de Marseille et l'Olympique lyonnais le 21 novembre 2021. Ruddy Buquet fait ainsi état dans son rapport de propos menaçants ayant pour but d'obtenir de lui la reprise de la rencontre, interrompue après l'agression du Marseillais Dimitri Payet.

## Palmarès (président)

### Équipe masculine
Olympique lyonnais
- Championnat de France de Ligue 1 (7) : 2002, 2003, 2004, 2005, 2006, 2007, 2008
- Championnat de France de Ligue 2 (1) : 1989
- Coupe de France (2) : 2008, 2012
- Coupe de la Ligue (1) : 2001
- Trophée des Champions (7) : 2002, 2003, 2004, 2005, 2006, 2007, 2012
- Coupe Intertoto (1) : 1997
- Coupe de la Paix (1) : 2007
- Coupe Eusébio (1) : 2018
- Emirates Cup (1) : 2019

### Équipe féminine
Olympique lyonnais
- Ligue des Champions (8) : 2011, 2012, 2016, 2017, 2018, 2019, 2020, 2022
- Championnat de France (16) : 2007, 2008, 2009, 2010, 2011, 2012, 2013, 2014, 2015, 2016, 2017, 2018, 2019, 2020, 2022, 2023
- Coupe de France (10) : 2009, 2012, 2013, 2014, 2015, 2016, 2017, 2019, 2020, 2023
- Trophée des championnes (2) : 2019, 2022
- Championnat du monde des clubs (1) : 2012
- Trophée IFFHS du meilleur club du monde (7) : 2012, 2015, 2016, 2017, 2018, 2019, 2020
- Women's International Champions Cup  (2) : 2019, 2022
- Trophée Veolia Féminin (1) : 2020
- Valais Cup (1) : 2014

## Distinctions
- Trophée D1 Arkema : Il reçoit le Trophée D1 Arkema d'honneur pour son parcours et investissement dans le football féminin avec l'Olympique lyonnais lors la cérémonie de remise des prix le 15 mai 2023.
- Officier de la Légion d'honneur. Il est promu officier par décret du 30 décembre 2016[39] et est décoré le 24 avril 2017 à l'Élysée par le président de la République française François Hollande. Il était chevalier du 23 octobre 2006[40].
- Commandeur de l'ordre national du Mérite. Il est promu officier par décret du 14 novembre 2012[41] puis commandeur par décret du 23 novembre 2022[42]. Il était chevalier du 28 avril 1986.

## Engagement
Jean-Michel Aulas soutient Team for the Planet, qui promeut l'entrepreneuriat au service de l'urgence climatique.

## Municipales 2026
Ouvertement opposé au maire écologiste de Lyon, Grégory Doucet, Jean-Michel Aulas affirme envisager, dès le 16 février 2025, de se présenter aux élections municipales de 2026. Un sondage révélé le 17 mars 2025 le crédite de 17 % d'intention de vote, le plaçant comme la première alternative au maire sortant.
Alors qu'il rencontre Gabriel Attal, secrétaire général du parti Renaissance jeudi 20 mars 2025, l'hypothèse de sa candidature reçoit un accueil favorable de plusieurs figures du camp macroniste et de la droite,, comme l'ancien député Thomas Rudigoz ou le maire du 6e arrondissement Pascal Blache,. Le 8 avril 2025, un nouveau sondage place Jean-Michel Aulas en principal opposant des écologistes, le situant même en capacité d'être devant le maire écologiste Grégory Doucet,. Le même jour, un ministre, François-Noël Buffet, annonce qu'il soutiendra Jean-Michel Aulas s'il se présente. Cependant la candidature de Jean-Michel Aulas n'est toujours pas confirmée.